# 桂嘉志浩
桂 嘉志浩（かつら よしひろ、1964年 - ）は、日本の古生物学者。石川県立自然史資料館の学芸員。アメリカ合衆国モンタナ州の悪地を調査地として古脊椎動物の研究を行っており、同地ではヨシズ・トライクという愛称のあるトリケラトプス標本 MOR 3027 やオリクトドロメウスを発見している。日本産の化石ではマチカネワニや金沢市産のクジラ化石を研究した。

## 略歴
1964年、山口県生まれ。1988年、広島大学理学部地学科卒業。1997年、モンタナ州立大学大学院博士課程修了。学生時代にはワニの背骨が露出しているのを発見し、地面を掘って頭骨を含む全身骨格を発掘した。この標本はロッキー博物館に所蔵されている。2000年代には日本の大阪府で発見されたマチカネワニの病理学的研究を行い、2006年に大阪大学総合学術博物館でのシンポジウムで発表。マチカネワニ生存時の生態の解明に貢献した。
岐阜県博物館勤務時代の2010年初頭、モンタナ州立大学のデイビッド・ヴラキオやエモリー大学のアンソニー・マーティンと共にオリクトドロメウスを記載した。オリクトドロメウスは2004年8月に彼らがモンタナ州の悪地でセノマニアン期の地層から大腿骨を発見し、また2005年に長さ2メートル強の巣穴を発見した恐竜であった。桂はオリクトドロメウスが厳しい環境を巣穴に潜って生き延びた可能性があるとし、2010年に再びモンタナ州に戻ってマーストリヒチアン期の地層を調査すると話した。その2010年夏の調査では、桂はガーフィールド郡の上部白亜系中部ヘルクリーク累層からトリケラトプスの骨を発見した。この標本MOR 3027は桂のニックネームにちなんでヨシズ・トライクという愛称を名付けられた。また、ヨシズ・トライクの発見地からそう離れていない地点で別のトリケラトプスの亜成体の標本も発見している。
2011年からは石川県立自然史資料館に地学分野責任者として勤務する。2017年には、古曽部知宏により2011年に石川県金沢市で採集されたクジラの環椎を報告し、1996年に同県輪島市に漂着したナガスクジラ（全長15メートル）よりもやや小さい個体だったかもしれないと発表した。

## 人物
2017年夏にマーティンの著書『恐竜探偵 足跡を追う 糞、嘔吐物、巣穴、卵の化石から』を読み、その影響を受けて調査中に生痕化石により注意を払うようになったと語っている。